# Cupelopagis vorax
Cupelopagis vorax är en hjuldjursart som först beskrevs av Joseph Leidy 1857.  Cupelopagis vorax ingår i släktet Cupelopagis och familjen Atrochidae. Inga underarter finns listade i Catalogue of Life.